# Йован Манев
Йован Манев (мак. Jovan Manev, нар. 25 січня 2001, Кочани, Північна Македонія) — македонський футболіст, центральний захисник хорватського клубу «Рієка» та національної збірної Північної Македонії.

## Ігрова кар'єра

### Клубна
Свою професійну кар'єру Йован Манев почав у 2018 році у клубі Першої ліги чемпіонату Північної Македонії «Брегальниця», де провів наступні чотири роки. 
Вілтку 2022 року футболіст відправився в оренду у турецький клуб «Адана Демірспор». Орендний договір був складений з можливістю викупу контракту захисника. Чим через рік турецький клуб і скористався, підписавши з Маневим повноцінний контракт. Але не провівши в Туреччині жодного матчу, Манев був відправлений в оренду до хорватського клубу «Осієк».

### Збірна
Йован Манев виступав за молодіжну збірну Північної Македонії. У березні 2023 року Манев дебютував у складі національної збірної Північної Македонії.

## Статистика виступів

### Статистика виступів за збірну
Станом на 25 березня 2025 року
| Дата       | Місто  | Господарі          | Результат | Гості              | Турнір                               | Голи | Примітки |
| ---------- | ------ | ------------------ | --------- | ------------------ | ------------------------------------ | ---- | -------- |
| 27-3-2023  | Скоп'є | Північна Македонія | 1 – 0     | Фарерські острови  | товариський матч                     | -    | 79'      |
| 9-9-2023   | Скоп'є | Північна Македонія | 1 – 1     | Італія             | Відбір до ЧЄ 2024                    | -    | 68'      |
| 12-9-2023  | Мдіна  | Мальта             | 0 – 2     | Північна Македонія | Відбір до ЧЄ 2024                    | 1    |          |
| 14-10-2023 | Прага  | Україна            | 2 – 0     | Північна Македонія | Відбір до ЧЄ 2024                    | -    | 46'      |
| 17-11-2023 | Рим    | Італія             | 5 – 2     | Північна Македонія | Відбір до ЧЄ 2024                    | -    | 46'      |
| 20-11-2023 | Скоп'є | Північна Македонія | 1 – 1     | Англія             | Відбір до ЧЄ 2024                    | -    |          |
| 22-3-2024  | Аксу   | Північна Македонія | 1 – 1     | Молдова            | товариський матч                     | -    | 89'      |
| 10-9-2024  | Скоп'є | Північна Македонія | 2 – 0     | Вірменія           | Ліга націй УЄФА 2024-2025 - 1-й етап | -    | 83'      |
| 10-10-2024 | Рига   | Латвія             | 0 – 3     | Північна Македонія | Ліга націй УЄФА 2024-2025 - 1-й етап | -    |          |
| 13-10-2024 | Єреван | Вірменія           | 0 – 2     | Північна Македонія | Ліга націй УЄФА 2024-2025 - 1-й етап | -    | 22' 54'  |
| 25-3-2025  | Скоп'є | Північна Македонія | 1 – 1     | Уельс              | Відбір до ЧС 2026                    | -    | 90+2'    |
| Усього     |        | Матчів             | 11        |                    | Голів                                | 1    |          |

## Титули і досягнення
- Чемпіон Хорватії (1):

«Рієка»: 2024/25
- Володар Кубка Хорватії (1):

«Рієка»: 2024/25